# Яблоки сорок первого года
«Яблоки сорок первого года» — советский фильм 1969 года снятый на киностудии «Узбекфильм» режиссёром Равилем Батыровым по одноимённой повести Дмитрия Холендро. Актёр Наби Рахимов получил Первую премию за исполнение мужской роли на Всесоюзном кинофестивале (1970).

Сегодня этот фильм могли бы назвать роуд-муви, так как все действие происходит в дороге. В основе картины абсолютно реальная история о пожилых узбекских колхозниках. Они решают помочь своим солдатам, которые отправились на войну за тысячи километров от дома. Они берут несколько ящиков с яблоками и через всю воюющую страну везут на фронт. История движется от простого к сложному. Незамысловатая на старте, она набирает масштаб. И к финалу перед нами уже историческое полотно.— Sputnik, 2019 год

## Сюжет
Старый чайханщик рассказывает студенту ВГИКа Анвару о том, как зимой 1941 года, во время Великой Отечественной войны, он был среди тех, кому было поручено доставить на фронт от колхозников Узбекистана эшелон с яблоками.
Рассказ старика трогателен и занимателен, но Анвар сомневается в правдивости истории. Позже, подбирая для своего фильма материалы военной хроники, Анвар видит на экране знакомое лицо чайханщика и бойцов, охраняющих замёрзшие яблоки. Анвар решает до конца выяснить об этом эпизоде войны…

Это история трёх узбекских стариков, сумевших правдами и неправдами провезти на фронт, через голодающую, мерзнущую, израненную страну, эшелон яблок — подарок колхоза. Эти колючие и беспомощные, весёлые и впадающие в уныние, наивные и проницательные, великолепные старики и не думали о самоотверженности. Они просто не могли иначе.— Советский экран, 1974
Старик рассказывает о этой поездке за тысячи километров от дома, наполненной приключениями для этих старых узбекских крестьян: постепенно этим людям, никогда не покидавшим пределы родного кишлака, открывается огромная страна, становится им родной. И война оказывается совсем не такой, как представляется вдалеке от фронта.
Своих земляков узбеков на фронте путешественники так и не находят, и отдают свой драгоценный груз другим солдатам — русским, грузинам. Тоже своим.

## В ролях
- Наби Рахимов — старик
- Усман Салимов — Адыл
- Солижон Ахмедов — Мансур
- Шухрат Иргашев — Анвар
- Тамилла Ахмедова — Гуля
- Лена Сицинская — Майя
- Юрий Пуртов — Старший
- Виталий Леонов — Кривоносый
- Альберт Филозов — Федька
- Игорь Класс — Пинчук
- Сергей Дворецкий — Безбородько
- Виктор Яковлев — Семёныч
- Бахтиёр Ихтияров — Саид
- Владимир Пицек — парикмахер
- Николай Бармин — капитан милиции, начальник станционного отделения
- Виктор Уральский — Чашкин, милиционер
- Владимир Липпарт — милиционер
- Вячеслав Берёзко — эпизод
- Вахаб Абдуллаев — эпизод
- Джамал Хашимов — эпизод
- Анвар Кенджаев — эпизод

## Литературная основа
Фильм снят по одноимённой повести Дмитрия Холендро. Изначально это был небольшой рассказ «Яблоки», напечатанный в 1965 году в газете «Правда», после переработанный в киноповесть.

## Реальная основа
Сюжет фильма имеет реальную основу, хотя повесть Дмитрия Холендро носит художественный характер, имя главного героя в повести не называется, просто Старик.
Факт выделения в трудный военный 1941 год эшелона для перевозки яблок, как отмечал журнал «Советский воин», кажется неправдоподобным и снижает убедительность кинокартины, однако, подобные случаи известны — только речь не о свежих яблоках, о сухофруктах: в ноябре 1941 года узбекская делегация, в составе которой были в том числе поэт Гафур Гулям, доставила в распоряжение командования Западного фронта эшелон из 46 вагонов, в том числе 9 вагонов мяса, 7 вагонов сухофруктов, 2 вагона риса, 4 вагона соленых овощей.
Только к ноябрю 1941 года и только в Ферганской области Узбекской ССР было собрано и отправлено на фронт 50432 кг сухофруктов, 12168 кг свежих фруктов, 6677 кг арбузов и дынь.
Стоит отметить, и подобный вклад других среднеазиатских республик, так только в конце 1941 года и только колхозники Джалал-Абадской области Кыргызстана отправили на фронт в качестве подарков 4 вагона сухофруктов. В конце февраля 1942 года из Таджикистана выехала делегация с подарками бойцам фронта, эшелоном доставив 48 тонн сухофруктов.
Однако, чаще всего прообразом героя картины указывается Герой труда Ризамат Мусамухамедов, поехавший на фронт навестить сына и повезший с собой целый вагон сухофруктов.